# واکر ادمیستن
واکر اِدمیستن (به انگلیسی: Walker Edmiston) بازیگر و صداپیشه اهل ایالات متحده آمریکا بود.
از فیلم‌ها یا مجموعه‌های تلویزیونی که وی در آن‌ها نقش داشته است، می‌توان به کشتی تفریحی هیجان‌انگیز یوگی اشاره نمود.